# بيدرو باسكال
خوسيه بيدرو بلماسيدا باسكال (بالإسبانية: José Pedro Balmaceda Pascal) (مواليد 2 أبريل 1975) يعرف فنياً باسم بيدرو باسكال ممثل تشيلي من مواليد الولايات المتحدة، اشتهر بأداء شخصية أوبرين مارتل في مسلسل صراع العروش (الموسم الرابع) الذي يعرض على شبكة اتش بي او ، و كذلك شخصية خافيير بنيا في مسلسل نتفليكس ناركوس .

## الأعمال

### أفلام
| السنة | العنوان                          | الدور                       | م.     |
| ----- | -------------------------------- | --------------------------- | ------ |
| 2011  | مكتب التعديلات                   | بول دي سانتو                | [ 6 ]  |
| 2016  | السور العظيم                     | بيرو توفار                  | [ 7 ]  |
| 2017  | كينغزمان: الدائرة الذهبية        | جاك دانيل                   | [ 8 ]  |
| 2018  | المعادل 2                        | ديف يورك                    | [ 9 ]  |
| 2018  | لو استطاع شارع بيل التحدث        | بييترو ألفاريز              | [ 10 ] |
| 2019  | تربل فرونتير                     | فرانسيسكو "كاتفيش" موراليس  | [ 11 ] |
| 2020  | المرأة المعجزة 1984              | ماكسويل لورد                | [ 12 ] |
| 2022  | وزن الموهبة الهائل الذي لا يطاق  | خافي جوتيريز                | [ 13 ] |
| 2022  | الفقاعة                          | ديتر برافو                  | [ 14 ] |
| 2024  | الروبوت البري                    | فينك (تمثيل صوتي)           | [ 15 ] |
| 2024  | غلاديايتر II                     | ماركوس أكاسيوس              | [ 16 ] |
| 2025  | إدينغتون                         | عمدة المدينة تيد غارسيا     | [ 17 ] |
| 2025  | ماديون                           | راندي                       | [ 18 ] |
| 2025  | الأربعة المذهلون: الخطوات الأولى | ريد ريتشاردز / السيد الرائع | [ 19 ] |

## روابط خارجية
- بيدرو باسكال على موقع IMDb (الإنجليزية)
- بيدرو باسكال على موقع ميتاكريتيك (الإنجليزية)
- بيدرو باسكال على موقع روتن توميتوز (الإنجليزية)
- بيدرو باسكال على موقع مونزينجر (الألمانية)
- بيدرو باسكال على موقع ألو سيني (الفرنسية)
- بيدرو باسكال على موقع ميوزك برينز (الإنجليزية)
- بيدرو باسكال على موقع أول موفي (الإنجليزية)
- بيدرو باسكال على موقع قاعدة بيانات الفيلم (الإنجليزية)
- بيدرو باسكال على موقع كينوبويسك (الروسية)